# Zygothrica vittinotialis
Zygothrica vittinotialis är en tvåvingeart som beskrevs av Burla 1956. Zygothrica vittinotialis ingår i släktet Zygothrica och familjen daggflugor. Inga underarter finns listade i Catalogue of Life.